# MARS 〜空からの訪問者〜 軌跡
『MARS 〜空からの訪問者〜 軌跡』(マーズ そらからのほうもんしゃ きせき)は、2000年7月30日に発売されたGacktのドキュメンタリー映像。

## 概要
- ローソン限定販売。
- Gacktがソロになって始めて行ったライブツアー『Gackt Live Tour 2000 MARS 〜空からの訪問者〜』のドキュメントを収録。